# Fisihasion Ghebreyesus
Fisihasion Ghebreyesus (Asmara, 27 de fevereiro de 1941) é um ex-ciclista etiopiano, que competiu nas Olimpíadas de Tóquio 1964, Cidade do México 1968 e Munique 1972.